# Aéroport international Reine-Beatrix
Pour les articles homonymes, voir AUA.
L'aéroport international Reine-Beatrix (code IATA : AUA • code OACI : TNCA), en néerlandais Internationale luchthaven Koningin Beatrix, en papiamento Aeropuerto Internacional Reina Beatrix, est un aéroport international situé dans le sud-est d'Oranjestad, capitale de l'île néerlandaise d'Aruba, aux Caraïbes. Inauguré en 1934, il est nommé en hommage à Beatrix, reine des Pays-Bas de 1980 à 2013.

## Histoire
En 1933, le lieutenant-gouverneur H.E.G. Wagemaker décide des débuts de la construction de l'aéroport, qui ouvre l'année suivante, afin d'assurer des liaisons pour les personnes et le courrier avec l'île voisine de Curaçao. Ces liaisons sont assurées par la KLM. Lors de la Seconde Guerre mondiale, la United States Army Air Forces Sixth Air Force opère depuis l'aéroport pour défendre le canal de Panama des tentatives de sabotage par des sous-marins allemands.
Le 22 octobre 1955, pour une visite royale, l'aéroport est nommé Princesse-Beatrix en l'honneur de Beatrix, princesse héritière des Pays-Bas. Après l'accession de celle-ci au trône en 1980, il est renommé Reine-Beatrix.
En 2010, la route aérienne la plus fréquentée depuis Aruba est celle vers l'aéroport international John-F.-Kennedy de New York, avec un total de 237 498 passagers annuels. Depuis 2013, l'aéroport sert de base à la compagnie Aruba Air.

Dénomination de l'aéroport au cours du temps.
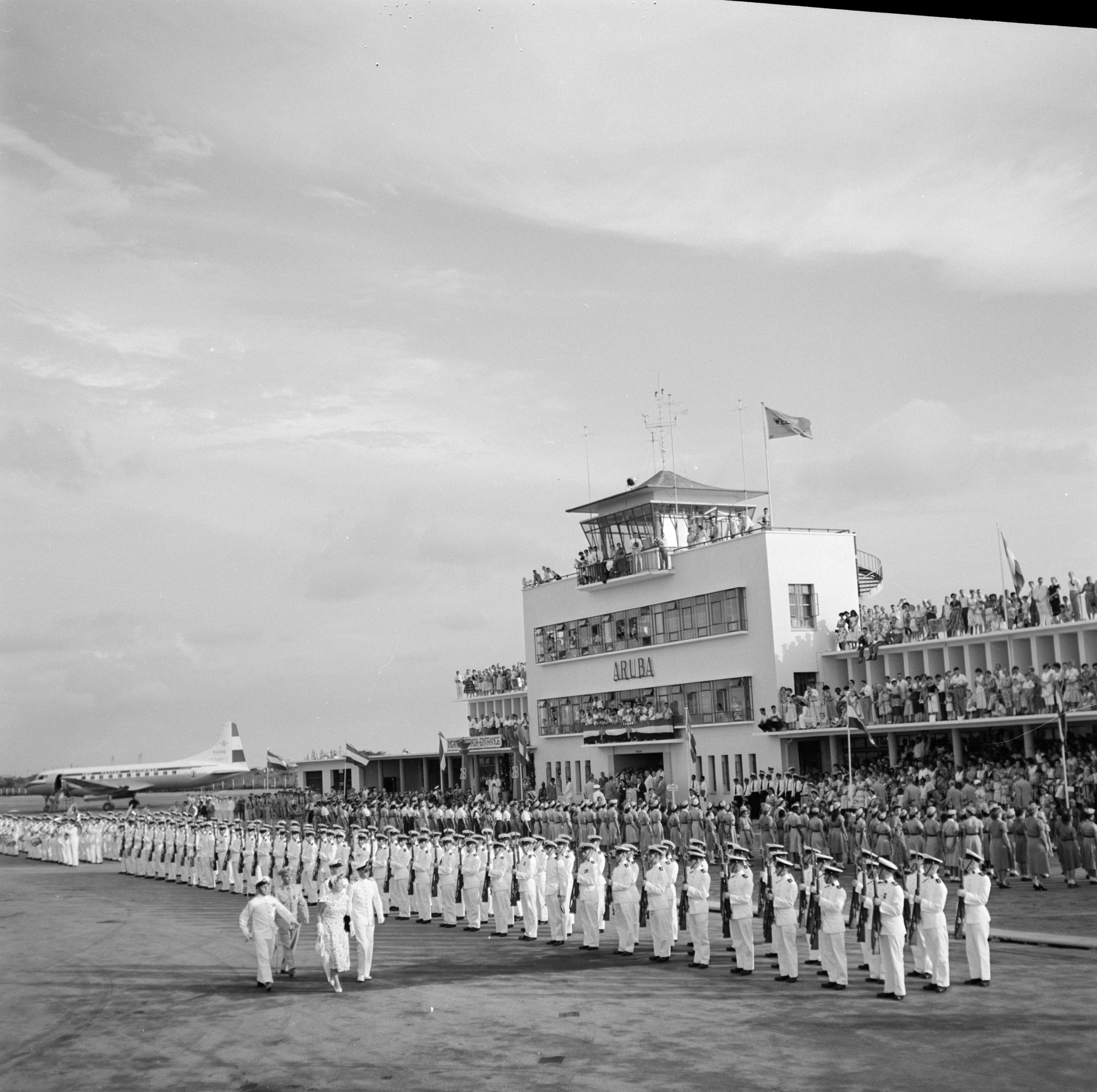
Photographiée, côté pistes, le 24 octobre 1955 par Willem van de Poll, l'arrivée à l'aéroport du couple royal des Pays-Bas, reine Juliana et prince Bernard. Sur l'aérogare est encore simplement mentionné : Aruba.
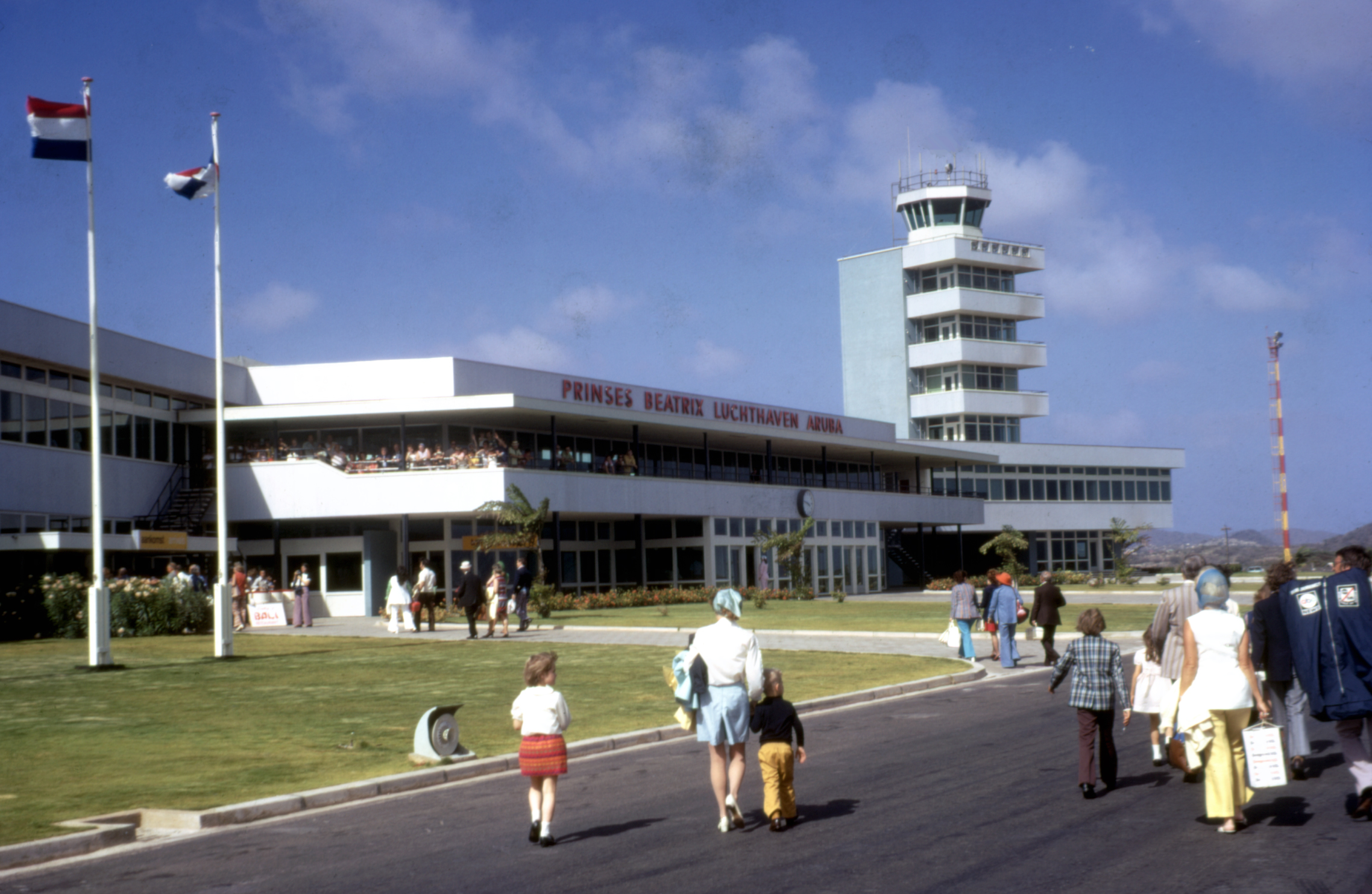
L'aérogare en 1973, côté pistes, avec l'inscription en néerlandais : Prinses Beatrix luchthaven Aruba.
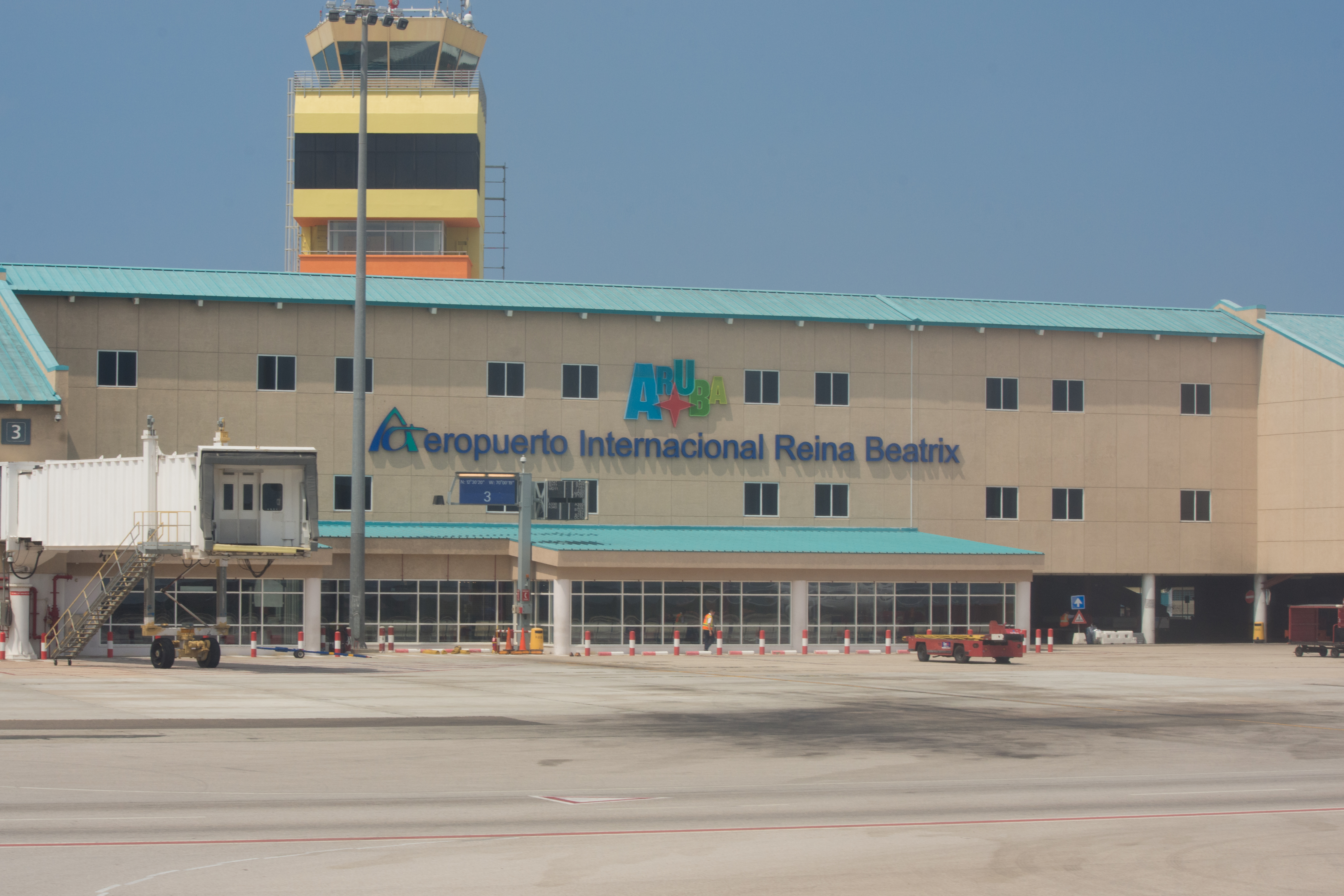
L’aérogare en 2018, côté pistes, avec le nom en papiamento : Aeropuerto Internacional Reina Beatrix.

## Situation

### Carte des aéroports du Royaume des Pays-Bas
| Amsterdam Eindhoven Groningue Maastricht-Aix-la-Chapelle Rotterdam-La Haye |

| Bonaire Saba Saint-Eustache Curaçao Aruba Saint-Martin |

L’aérogare est située au centre-sud du territoire de la ville d’Oranjestad, à environ quatre kilomètres au sud-est du quartier de Rancho, le cœur historique d’Oranjestad. L'emprise aéroportuaire est longée au sud-ouest par le rivage de la Mer des Caraïbes, et au nord, par la route 1 d'Aruba.

## Statistiques
Pour des raisons techniques, il est temporairement impossible d'afficher le graphique qui aurait dû être présenté ici.

Voir la requête brute et les sources sur Wikidata.

## Compagnies et destinations
| Compagnies                       | Destinations |
| -------------------------------- | --- |
| Air Canada                       | Toronto (Pearson) |
| Albatros Airlines                | Las Piedras |
| American Airlines                | Charlotte-Douglas, Miami, Philadelphie |
| Aruba Airlines                   | Barquisimeto, Bonaire-Flamingo, Curaçao, Maracaibo-La Chinita, Miami, Valencia A. Michelena Charter : Georgetown-Cheddi Jagan, La Havane-José Martí |
| Aserca Airlines                  | Caracas-Maiquetía |
| Avianca                          | Bogota-El Dorado |
| Avior Airlines                   | Valencia A. Michelena |
| Copa Airlines                    | Panama-Tocumen |
| Delta Air Lines                  | Atlanta H.-Jackson, New York-John F. Kennedy En saison : Boston Logan , Minneapolis-Saint-Paul                                                      |
| Insel Air                        | Curaçao |
| JetBlue Airways                  | Boston Logan, Fort Lauderdale-Hollywood, New York-John F. Kennedy                                                                                   |
| KLM                              | Amsterdam |
| LATAM Colombia                   | Bogota-El Dorado |
| LASER Airlines                   | Caracas-Maiquetía, Maracaibo-La Chinita |
| PAWA Dominicana                  | Saint-Domingue Las Américas |
| Southwest Airlines               | Baltimore-T. Marshall, Fort Lauderdale-Hollywood , Houston-W. P. Hobby,                                                                             |
| Spirit Airlines                  | Fort Lauderdale-Hollywood |
| Sun Country Airlines             | En saison : Minneapolis-Saint-Paul |
| Sunwing Airlines                 | Toronto (Pearson) En saison : Montréal (P.-E.-Trudeau)                                                                                              |
| Surinam Airways                  | Miami, Paramaribo-J. A. Pengel En saison : Orlando-Sanford                                                                                          |
| Thomas Cook Airlines Scandinavia | En saison charter : Stockholm-Arlanda |
| TUI Airways                      | En saison : Londres-Gatwick, Manchester |
| TUI fly Belgium                  | En saison : Bruxelles-National ) |
| TUI fly Netherlands              | Amsterdam |
| United Airlines                  | Chicago-O'Hare, Houston-George Bush, Newark-Liberty En saison : Washington-Dulles                                                                   |
| WestJet                          | Toronto (Pearson) |
| Wingo                            | Bogota-El Dorado |

Édité  le 21/01/2018